# Diabo (Botswana)
Diabo est une ville du Botswana.